# De Vaney
De Vaney, nome artístico de Adriano Neiva da Motta e Silva (Ribeirão Preto, 22 de Fevereiro de 1907 - Santos, 30 de janeiro de 1990) foi um cronista e um dos maiores nomes do jornalismo esportivo brasileiro, e o que mais ganhou prêmios em sua carreira. Recebeu a alcunha de poeta da crônica esportiva brasileira.
Ao longo de seus 63 anos como jornalista, ele conquistou 34 prêmios em concursos nacionais de literatura esportiva.
Em 1991, o Centro de Memória Esportiva De Vaney foi criado para preservar a história esportiva da cidade de Santos. O material de trabalho e pesquisa do jornalista ajudou a comprovar que Santos tinha o maior número de clubes, quadras, piscinas e campos de futebol do País, vencendo o desafio lançado pelo jornal O Globo, do Rio de Janeiro. Por isso o museu leva seu nome. De Vaney era torcedor do Fluminense do Rio de Janeiro.

## Biografia
De Vaney começou a trabalhar em jornal com 11 anos de idade, depois que seu avô escreveu uma carta a Humberto de Campos, diretor de "O Imparcial". Três anos depois, já era dono do jornal quinzenal "Beira-Mar", que circulava pelas praias de Botafogo, Leme, Copacabana e Flamengo. Aos 16 anos, já tinha uma coluna própria no jornal carioca "Dia a Dia". Aos 17 anos, assinava uma coluna diária no "Rio Jornal", sobre o cotidiano carioca, com o pseudônimo de "Paulo Guanabara".
Nos anos 20, o cronista era um desconhecido repórter de política, colaborador de diversas publicações no jornal O Globo, Gazeta de Notícias e Diário de Notícias. Assinou, ainda, uma coluna na revista "O Cruzeiro", durante muitos anos, sob o pseudônimo de Adão Abel. 
Já era bastante conhecido no início da década de 30, quando a tensão política brasileira o fez viver algum tempo em Paris, onde ganhava a vida escrevendo sobre a América do Sul.
De retorno, tornou-se editor de política de "O Globo", do Rio e, quando esperava uma vida tranquila, veio o golpe de 1937 (Estado Novo) que o deixou sem o novo emprego, passando a sobreviver no Rio de Janeiro com as crônicas vendidas a 10 contos de réis cada uma, sobre os principais personagens da guerra e da política européia, para o "Diário de Noticias".        
Com o fim da guerra, em 1946, recebeu convite do diretor de redação para escrever artigos esportivos. Sua primeira entrevista foi com o craque Leônidas da Silva, que acabou fazendo com que Adriano Neiva se apaixonasse de vez pelo jornalismo esportivo.
Assim, o jornalista passou a escrever para os mais importantes diários esportivos brasileiros como O Esporte, O Diário e Notícias Populares. 
Pouco tempo depois, prestou concurso público para o cargo de redator no Serviço de Vigilância Sanitária e Vegetal no Porto. Era o primeiro concurso público desse setor que se realizava e os aprovados teriam de escrever a revista Defesa Vegetal. De Vaney foi aprovado, e por obter a segunda colocação teria o privilégio de optar pela cidade onde trabalhar. Entre Rio de Janeiro, Salvador, Porto Alegre e Santos, o jornalista escolheu a última opção, cidade de onde nunca mais sairia.
No diário santista "A Tribuna", colaborou durante 24 anos interruptos entre 1944 e 68.
Cobriu as Copas do Mundo de 1934 (para o jornal "Correio da Manhã") e 1938 (para o "Diário de Notícias").
Vencedor de diversos prêmios sobre esporte no Brasil e exterior, o jornalista foi se tornando uma lenda viva do jornalismo tupiniquim. Foi ele quem criou a sigla San-São para o clássico entre Santos e São Paulo. É de sua autoria também o apelido "Jabuca" para o Jabaquara Atlético Clube, tradicional clube do litoral paulista. Em 1955, ele conseguiu o prêmio de cidade mais esportiva do Brasil para Santos, num concurso promovido pelo Congresso Brasileiro de Municípios.
No início da década de 50, foi o primeiro jornalista a entrevistar o ainda desconhecido Edson Arantes do Nascimento. Foi ele quem levou Pelé aos dirigentes do Santos Futebol Clube. Nos primeiros tempos na Baixada, o jovem Edson dormiu várias vezes na casa do jornalista e se referia a ele como “pai branco”.
Em 1976, engasgado com o fato de Pelé ter se recusado a jogar a Copa de 1974, ele lançou um livro bomba sobre o maior jogador de todos os tempos: A verdade sobre Pelé: as fantasias, os exageros, o mito e a história de um desertor. Polêmico, este livro acabou atrapalhando a vida do jornalista.
Entre 1977 e 84, ele passou a publicar suas memórias semanalmente no jornal Cidade de Santos.
Em 1984, o glaucoma levou-lhe a visão. Já cego por problemas na retina, ditava sua coluna a um rapaz que a levava ao jornal Cidade de Santos. Quando o jornal fechou, ficaram com medo de falar a ele e ele ter um troço, já que ele sofria de um problema cardíaco. Assim, ele continuou ditando colunas, que nunca foram publicadas.
Com sérios problemas de saúde, pouco tempo depois se afastou do meio jornalístico. Algum tempo depois de sua morte, sua família decidiu criar em Santos o Centro de Memória Esportiva De Vaney, contendo partes do precioso arquivo do jornalista.
Faleceu no dia 29 de janeiro de 1990 de edema e complicações pulmonares, deixando viúva Alice Batista da Motta e Silva, os filhos Álvaro Motta e Silva Neto e Anagisa Batista da Motta e Silva, além de netos.

### Legado
Em 1953, escreveu a crônica "Uma entrada pelo amor de Deus", com o qual conseguiu acesso grátis de crianças carentes aos estádios de futebol do País, depois de dois anos de luta. Até hoje, as federações mantêm o livre acesso dos menores.
De Vaney sempre cobrou a necessidade de se organizar o futebol de praia e daí tornou-se o maior incentivador da fundação da Liga de Futebol de Praia. Em consequência, surgiu um dos maiores campeonatos de futebol realizados na Baixada Santista, na década de 60, lembrado até hoje por todos os esportistas como os "Anos Dourados".

### Prêmios
De Vaney ganhou 34 prêmios dos 34 concursos nacionais que participou, como Charles Muller de Literatura Esportiva, patrocinado pela Federação Paulista de Futebol, em comemoração ao 4º Centenário da Cidade de São Paulo. O trabalho premiado, 60 anos de Futebol de São Paulo, transformou-se em livro. Durante 11 anos, conquistou o Troféu Pena de Ouro, instituído pela Associação dos Cronistas Esportivos do Estado de São Paulo (ACEESP). 
Ganhou também o Prêmio 4º Centenário de Literatura Esportiva do Rio de Janeiro e o Prêmio Organização O Globo, aberto aos jornalistas esportivos do País. Ganhou com o trabalho Santos, o Município mais Esportivo do Brasil.
Além destes prêmios nacionais, ganhou dois na Argentina, um no Uruguai, um no Chile e um na Bélgica.

### Publicações
- 1956 - 60 Anos de Futebol em São Paulo
- 1963 - Os Imortais do Nosso Futebol
- 1963 - Álbum de Ouro nº 1
- 1965 - Álbum de Ouro nº 2
- 1975 - A verdade sobre Pelé: as fantasias, os exageros, o mito e a história de um desertor
- - 150 Anos de Esporte no Brasil
- 1984 - Minhas memórias do futebol

#### Revistas
- 1946 - "A magistral campanha" - sobre a excursão do Santos FC ao norte e nordeste do país.[9]

### Homenagens
- Livro “Obrigado, velha Amiga! – Vida e carreira do jornalista De Vaney” (biografia inédita do cronista), de Ted Sartori.